# Rose-Marie Carlsson
Lena Inger Ros-Marie Karlsson, född 13 november 1954 i Järrestads församling i Kristianstads län, är en svensk politiker (socialdemokrat). Hon är ordinarie riksdagsledamot sedan 2022 (dessförinnan tjänstgörande ersättare 2008–2009, 2009 och 2011), invald för Malmö kommuns valkrets.

## Biografi
Carlsson är undersköterska.
Hon kandiderade i riksdagsvalen 2006 och 2010 och blev ersättare. Carlsson var tjänstgörande ersättare för Hillevi Larsson under perioderna 9 juni 2008–1 januari 2009, 14 september–16 oktober 2009 och 1 november–31 december 2011. Carlsson är ordinarie riksdagsledamot sedan valet 2022.
I riksdagen är Carlsson suppleant i utbildningsutskottet och Nordiska rådets svenska delegation. Hon har tidigare varit extra suppleant i civilutskottet och justitieutskottet.